# Kishtwari
O kishtwari ou kashtwari é uma língua indo-ariana do norte, intimamente relacionada com o caxemíri, com profundas influências das variedades de pahari ocidental vizinhas. É falada por hindus, no distrito de Kishtwar, subdivisão de Jamu, território da união de Jamu e Caxemira, Índia.
Tal como o caxemíri, o kishtwari é, também ele, uma língua, apesar de ter sido designada como um dialeto  do caxemíri e um dialeto misto, por George Abraham Grierson. Mas a análise pormenorizada desta problemática de línguas e dialetos, revela que a postulação de Grierson não é viável, devido ao facto de ele não ter estudado o kishtwari e os seus dialetos. Aparentemente, o kishtwari-kashmiri, falado pelos muçulmanos de Kishtwar, bem como a sua extraordinária semelhança com o kashmiri, que não é caxemíri puro, mas tem uma estreita afinidade com o caxemíri do vale tê-lo-ão induzido em erro. Portanto, o kishtwari-kashmiri é um dialeto do kashmiri.

## Origem
O kishtwari derivou do prácrito – a língua que, na antiguidade, as pessoas comuns falavam. A língua literária era o sânscrito, que tem uma relação próxima com o prácrito e pode ser, convenientemente, considerada uma língua irmã do caxemíri, visto ambas serem originárias do prácrito, sendo esta muito mais simples do que o sânscrito.
A preservação do kishturari advém da mistura de palavras a frases de outras línguas e dialetos. No entanto, o prácrito original, falado, outrora, pela população vulgar de Kishtwar, absorveu algumas palavras das línguas dogri, punjabi e persa, apesar de o ter feito de forma limitada. A atual forma do kishtwari resulta, diretamente, do prácrito, páli ou sânscrito.

## Classificação
Na sua Pesquisa Linguística da Índia, Grierson classificou o kishtwari como uma variedade extremamente divergente do caxemíri, tendo este sido profundamente influenciado pelas línguas vizinhas: punjabi e pahari ocidental. Grierson observou que o Kishtwari é mais conservador em certos aspetos, comparativamente com outros dialectos de caxemíri, conforme comprovado pela retenção do pronome pessoal thu, assim como do particípio presente an, não existindo estas no caxemíri padrão.
Uma lista de palavras e um esboço gramatical preliminar do kishtwari foram compilados em The Languages of the Northern Himalayas (As Línguas dos Himalaias do Norte).
Historicamente, o kishtwari foi classificado como um dialeto de caxemíri por académicos, como George Abraham Grierson, e são parcialmente inteligíveis entre si, mas os locutores do kishtwari mantêm uma identidade distinta da do povo caxemíri, sendo culturalmente mais próximos das comunidades pahari vizinhas: de Paddar, Doda-Bhadarwah e do restante Vale Chenab. Siddheshwar Varma, entre outros linguistas, considera o kishtwari um dialeto intermédio entre as línguas pahari ocidental e caxemíri. Se considerado um dialeto divergente deste último, o kishtwari é uma das duas variedades do mesmo, faladas fora do Vale da Caxemira (sendo a outra o poguli, que se distingue ainda mais dos anteriores, não sendo compreensível para com os fala). Tal como outras línguas vizinhas, como o dogri e o punjabi, o kishtwari também é tonal.

## Número de Locutores
Nos Censos na Índia de 1911 foram registados 7464 locutores de kishtwari.

## Escrita
Grierson refere a utilização uma variante idiossincrática do takri para escrever em kishtwari, além da aparente inexistência de uma orgrafia padrão e consistente.

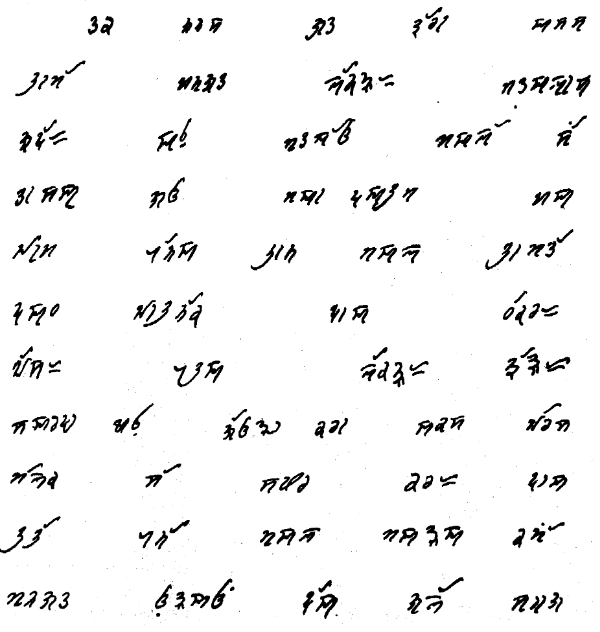
Exemplar, em kashtwari, da Pesquisa Linguística da Índia, por Grierson, Vol. VIII, Pt. II, página 386